# Simão Antunes
Simão Antunes (Vila Viçosa - ?) foi um militar português.

## Biografia
Distinguiu-se nas Guerras da Flandres, em serviço dos Reis Católicos, o qual pelo seu valor chegou a Mestre-de-Campo, ocupando ainda outros postos e recebendo uma Comenda da Ordem de Cristo. Foram-lhe concedidas as seguintes Armas: de vermelho, com uma cidade murada em roda de prata, aberta na frente de negro e lavrada do mesmo; timbre: um castelo de prata, lavrado de negro.